# ワールドプレミア (競走馬)
ワールドプレミア（欧字名:World Premiere、2016年2月1日 - ）は、日本の競走馬、種牡馬。
2019年の菊花賞（GI）並びに2021年の天皇賞（春）（GI）優勝馬である。

## 概要
2016年に北海道安平町のノーザンファームで生産された黒鹿毛の牡馬である。父ディープインパクト、母マンデラ、兄に2012年の皐月賞2着などのワールドエース、弟に2023年の日経新春杯優勝などのヴェルトライゼンデである。
馬主大塚亮一が所有し、中央競馬・栗東トレーニングセンターの調教師友道康夫のもと競走馬となった。2018年10月に新馬戦を勝利し、翌2019年には、若葉ステークス（L）で2着となって皐月賞の優先出走権を獲得し、クラシック戦線に到達した。しかしソエの具合が悪く、春のクラシックに参戦は諦め、休養となった。
夏を挟んで秋となるとソエが解消する。そして神戸新聞杯（GII）でクラシック上位のサートゥルナーリアやヴェロックスに次ぐ3着。獲得した優先出走権を行使して菊花賞（GI）に3番人気で臨み、サトノルークスやヴェロックスを下して優勝。50代の騎手武豊に最年長菊花賞優勝記録を、友道に史上13人目となるクラシック三冠優勝記録をもたらした。
菊花賞以後は連敗を続けたが、2021年の天皇賞（春）（GI）では、年下のディープボンドやアリストテレスなどを下して優勝。1年半ぶりの勝利で復活を遂げた。また騎手福永祐一に初めてとなる天皇賞（春）優勝をもたらし、福永洋一、祐一親子による父子二代天皇賞（春）優勝に導いた。

## デビュー前

### 誕生までの経緯

#### マンデラ
マンデラは、ドイツで生産された父アカテナンゴの牝馬であるアメリカやドイツ、フランスの三か国にまたがって競走生活を送り、ドイツの準重賞を含む11戦3勝。他に2003年のドイツオークス（G1）3着や、2003年フランスのポセーヌ賞（G2）3着、そして2004年アメリカのサンタバルバラハンデキャップ（G2）3着などの成績を残し、引退後は繁殖牝馬となっていた。マンデラの著名な兄弟には、2歳下の半弟が父モンズーンのマンデュロがいた。マンデュロは、ヨーロッパで競走馬として走り、2007年のジャック・ル・マロワ賞（G1）、イスパーン賞（G1）、プリンスオブウェールズステークス（G1）を優勝していた。
繁殖牝馬となったマンデラは、初仔はアメリカで産み落としたが、この後に日本に渡った。北海道安平町のノーザンファームに繋養された。日本での初年度となる2008年のマンデラの交配相手は、ディープインパクトが選ばれていた。JRA-GI7勝を挙げたディープインパクトは、多数の繁殖牝馬を集める人気種牡馬となっていた。後にリーディングサイアーを連続して取るなど飛躍することになるが、この頃はまだ産駒はデビューしていなかった。この後マンデラは、ディープインパクトに毎年のように嫁ぐことになる。そして受胎から1年後の2009年、日本で初めて孕んだ仔、すなわち2番仔となるディープインパクト産駒の牡馬を産み落とされていた。

#### ワールドエース
2番仔は、有限会社サンデーレーシングに所有され、競走馬となっていた。サンデーレーシングは、一口馬主を取り扱うクラブ法人であり、競走馬名は出資する会員によって決められていた。このとき2番仔には、出資会員のひとりである大塚亮一が考案した「ワールドエース」という名前が与えられていた。
ワールドエースは、栗東トレーニングセンターの池江泰寿厩舎からデビューし、新馬戦やきさらぎ賞を優勝して2012年のクラシック戦線に加わっていた。そしてクラシック三冠競走の第1戦である皐月賞に参戦し、2番人気という支持を集めている。スタートで躓くアクシデントがあって後方追走となったが、最終コーナーより大外に展開して追い上げた。追い上げは同じように外を回る馬たちをすべてかわしていた。ところが、同じように後方待機だったはずのゴールドシップが内側を掬っており、コーナーワークで出し抜かれた形となって敵わず敗北、2着となっていた。
そして続くクラシック三冠競走の第2戦、最高峰に位置づけられる東京優駿（日本ダービー）では、ゴールドシップを出し抜いて1番人気に支持されていた。同じ後方から進み、直線で末脚を使って追い上げた。しかし先に抜け出していたディープブリランテなどには敵わず4着だった。この後、夏休みを経て秋を目指したが、始動直前に屈腱炎をきたして出走不能となり、クラシック制覇は叶わなかった。屈腱炎から復帰しても挑戦は続けたが、GI競走を勝利することのないまま、2016年に競走馬を引退していた。
ワールドエースの後、続いて弟妹が産み落とされていったが、マンデラとディープインパクトの交配回数と、得た産駒の数が釣り合わなかった。交配しても受胎には至らず、他の種牡馬に切り替えられたことが複数あったためであった。ワールドエースが誕生した年に限っては交配は成功し、1歳下の妹を得ていたが、それ以降はディープインパクト産駒の弟妹には、容易にありつけなかった。ところが2015年、マンデラは6年ぶりに、ディープインパクト産駒の受胎に成功する。そして2016年2月1日、ノーザンファームにて7番仔となる黒鹿毛の牡馬（後のワールドプレミア）が誕生する。2番仔ワールドエース以来となる「ディープインパクト産駒の牡馬」が誕生していた。

### 幼駒時代
7番仔は、ノーザンファーム早来に移動し、兄ワールドエースも担当した山内大輔厩舎で育成が施された。育成の段階ではよいフットワークを見せており、牧場でも将来を期待される出来だった。誕生から半年が経過した7月には、上場番号485番でセレクトセールに出場している。8000万円ほどからスタートした競りは、大台を突破しながらの闘いとなったが、最終的に全兄ワールドエースの一口馬主であり、名付け親だった大塚亮一が2億4000万円で落札していた。
7番仔の馬主となった大塚は、競馬を意識的に観戦し始めたのは高校生のとき、武豊がメジロマックイーンに跨り優勝した1990年の菊花賞だった。この頃から競馬にのめり込み、特に活躍する武に憧れて、騎手を夢見るようになったが、競馬学校を不合格となり夢は破れた。しかし代わりに、馬主となって所有馬でのGI、武を起用してのGI優勝という夢が出来上がっていた。この後、大塚は、税理士として活躍して夢に邁進していたが、その最中の2005年、武とディープインパクトのコンビでクラシック三冠を果たすなど活躍していた。大塚はそのうちディープインパクトにも魅了されるようになり、夢が複雑に重なって、馬主として、武、そしてディープインパクトの産駒で大レースを優勝することになっていた。
その後、しばらくは一口馬主に興じて、ワールドエースや2009年の皐月賞優勝馬であるアンライバルドの出資会員となりながら、2008年に馬主免許を取得。そして2016年に、ディープインパクト産駒で牡馬、ワールドエースの全弟に出会っていた。大塚は、ワールドエースの弟妹たちに注視していたが、ようやく出現した全弟を前に奮発、競りでは金額を頭に入れないで他の入札者と張り合った結果が、2億円越えの落札だった。そして所有者となった大塚は、7番仔に対して「世界規模での上映会を目指して」を意味する「ワールドプレミア」という馬名が与えている。ディープインパクト産駒は、その功績から高額取引もありふれた出来事だった。ただしその取引馬が額面通り、最高グレードのGIを奪取した例は少なく、これまでにアドマイヤグルーヴとサトノダイヤモンドの例しかなかった。
馬名「ワールドプレミア」は、2006年に生産されたネオユニヴァースの半弟（父:アグネスタキオン）全く同じだった。故障により5戦1勝にとどまったその馬は、クラブ法人社台レースホースが所有して、出資する会員が一口馬主となる形となっており、大塚はその馬の出資会員、それだけでなく「ワールドプレミア」の名付け親にもなっていた。すなわち大塚の「ワールドプレミア」命名は、二度目だった。
大塚にとって二代目のワールドプレミアは、栗東トレーニングセンターの友道康夫調教師に託される。大塚と友道は、アンライバルド以来の縁だった。デビューに際して大塚は、友道に対し、騎手は武を起用するように指示する。また断られない限り、騎手は武に拘る方針だった。厩舎に入り、デビューを目指すワールドプレミアだったが、ソエがあった。そのために調教を重ねることができず、完全に仕上がることのないまま、実践を迎えることとなっていた。

## 競走馬時代

### 2歳（2018年）
10月21日、京都競馬場の新馬戦（芝外回り1800メートル）に武豊が騎乗してデビューを果たした。この日のメイン競走は菊花賞であり、菊花賞当日のこの条件の新馬戦は、どういうわけか毎年出世馬を輩出するひときわ注目を集める新馬戦として定着していた。この年もまた、セレクトセールで1億円越えで取引されたディープサドラーズのほか、エスポワール、メイショウテンゲン、タガノディアマンテらが揃っていたが、ワールドプレミアは1.8倍の1番人気となる。スタートから中団ないし後方を追走し、直線では大外に展開してから追い上げた。繰り出された末脚は「一瞬だけ」（武豊）で長くは続かなかったが、そうでなくても先行勢をすべて吸収することができた。抜け出してからは、外よりメイショウテンゲンに接近されたが、先頭を守って決勝線を通過。クビ差をつけて初出走初勝利を成し遂げた。
続いて11月24日、京都2歳ステークス（GIII）で重賞に初めて参戦、2番人気だった。スタートから中団に収まって終いに賭けたが、第3コーナーと最終コーナーという後方待機馬の「勝負どころ」で他に後れを取った。最後の直線を最後方で迎え、それから追い上げたが、盛り返すことはできなかった。1番人気クラージュゲリエに4馬身突き放されて、初めてとなる敗北を喫した。

### 3歳（2019年）

#### クラシック参戦までの道程
2月16日、つばき賞（500万円以下）で始動する。若駒ステークスでヴェロックスに次ぐ2着となっていたサトノウィザードが人気の中心に推されており、対するこちらはそれに次ぐ2番人気だった。スタートからハイペースとなる中、中団を追走した。再び大切な勝負どころで前進せず、他に後れを取ったが、直線で追い上げた。馬群の間を割って進出し、先に抜け出していたユニコーンライオンを差し切り、先頭を奪取した。ユニコーンライオンに1馬身差をつけて2勝目を挙げる。この勝利により、春の目標がクラシック三冠競走第二弾の東京優駿（日本ダービー）に定まった。
続いて3月16日、クラシック三冠競走第一弾の皐月賞の優先出走権が得られる、トライアル競走の若葉ステークス（L）に臨んだ。中心視されていたのはヴェロックスで、それに次ぐ2番人気の支持となっていた。中団ないし後方追走から、またも勝負どころで立ち遅れた。直線で盛り返してはいたが、既にヴェロックスには突き放されて人気を覆すことができなかった。3馬身後れを取る2着を確保するに留まり、収得賞金加算は叶わなかったが、皐月賞の優先出走権は獲得することに成功した。ところが皐月賞には出走しなかった。
あくまでも東京優駿を目指して見送り、代わりに東京優駿の優先出走権が得られる、トライアル競走の青葉賞に参戦することになった。青葉賞は、東京優駿と同じ東京競馬場芝2400メートルで行われる重賞で、ワールドプレミアにとって初めてとなる左回りに挑むことになっていた。しかししばらくしてソエの具合が悪化したために、青葉賞参戦を断念となる。すなわち目標の東京優駿参戦もなくなり、この春の出走は、若葉ステークスで打ち止められた。以降は全休、専ら休養に充てられ、次なる目標を秋の菊花賞に改められた。
無理をせずに夏を休養に充て、秋を迎えて厩舎に帰還すると、身体の状態が良化していた。特に出世を阻んだソエも解消されたほか、成長して洗練された外見になっていたという。重賞優勝や2着になった経験のない2勝馬のワールドプレミアは、まず目標となる菊花賞の優先出走権が得られる、9月22日の神戸新聞杯（GII）で始動した。目標の菊花賞に向けて立ちはだかったのは、春のクラシックで上位を争ったサートゥルナーリアとヴェロックスだった。皐月賞はこの2頭のワンツー、東京優駿はスリーフォーを占める活躍で、秋の始動戦もこの2頭が中心視されて抜けた人気となっていた。一方のワールドプレミアは、それに次ぐ3番人気、ただし単勝オッズ13.2倍だった。スタートから後方を追走し、最後の直線で大外に持ち出して追い上げたが、2頭が既に抜け出していて叶わなかった。それでも他を差し切って3着は確保、菊花賞の優先出走権獲得に成功した。武は、春からの成長を認めていたが、気性が課題であるとしている。

#### 菊花賞
そして10月20日、目標のクラシック三冠競走最終戦の菊花賞（GI）に臨む。これまでの二冠は、サートゥルナーリアとロジャーバローズにもたらされたが、共に菊花賞には参戦しなかった。そこで出番は、二冠を善戦していたヴェロックスに回り、2.2倍の1番人気という信頼、続いて東京優駿5着とホープフルステークス3着のニシノデイジーが6.0倍の信頼されていた。そしてクラシック初参戦のワールドプレミアがそれに続き、6.5倍の3番人気という支持だった。
スタートして好位ないし中団の前方、その内側を確保した。近くには1番人気のヴェロックスがおり、その直後を追走する形となっていた。平均ペースとなる中、好位の内側を回り続けて最終コーナーに到達。最短距離を走る逃げ馬の背後で他にも先行馬が集中していたが、コーナーを過ぎるとばらけて、自然と進路が確保できた。空いた逃げ馬のすぐ外側を通り、経済コースで進出。外にはヴェロックスがいて対抗してきたが、それを下して抜け出していた。終いは、ヴェロックスに代わって追い込んできたサトノルークスに迫られて並ばれたが、クビ差先に決勝線を通過した。
GI初出走でGI初優勝、おまけにクラシック制覇達成、菊花賞当日のデビューから丸1年後の菊花賞戴冠だった。武は、1988年スーパークリーク、1996年ダンスインザダーク、2000年エアシャカール、2005年ディープインパクトに続いて、14年ぶりとなる菊花賞5勝目だった。武は、1988年スーパークリークは、19歳7か月23日は最年少優勝記録であり、その記録保持者であり続けていた。そして2019年、ワールドプレミアは50歳7カ月6日での優勝であり、1940年テツザクラで制した伊藤勝吉の48歳9か月23日を上回る最年長優勝記録を樹立。しめて武は、菊花賞の最年少及び最年長優勝のダブル記録の保持者となった。そして令和元年の菊花賞を制していることから、昭和、平成、令和時代それぞれでの菊花賞優勝、史上初めてとなる三元号での重賞優勝を成し遂げている。当日は、武の父邦彦の誕生日でもあった。
また友道は、2012年スカイディグニティ、2018年エタリオウの2着などを経た13頭目の挑戦で菊花賞戴冠。これまで皐月賞を2009年アンライバルドで、東京優駿を2016年マカヒキや2018年ワグネリアンで制していたことから、菊花賞優勝を以て史上13人目となるクラシック三冠達成調教師となった。さらに大塚は、自身の所有馬でGI初優勝した他、武とともに菊花賞を制して自身の夢を叶えている。大塚は友人知人関係者を集結させて、競馬場に出向いており、優勝の記念撮影は100人規模の大所帯となっていた。
続いて12月22日、有馬記念（GI）に参戦。春に叶わなかった東日本での出走となった。G1競走7勝に王手をかけるアーモンドアイ、G1競走連勝中のリスグラシューなどの古馬勢に挑み、4番人気という支持だった。スタートで出負けして後方追走となったが、挽回には決め打つしかないと覚悟した武が、終いでの追い上げに賭けて、最後方待機を選んでいた。
ハイペースで進み、後方勢が歓迎する展開となったため、終いは末脚が効いて、上位争いに絡むまで進出することができた。ただし先に抜け出したリスグラシューが独走していた。最後の直線の追い上げは、既に千切られたリスグラシューには敵わなかったが、サートゥルナーリアとの2着争いに持ち込んでいた。サートゥルナーリアと並んで決勝線を通過していたが、クビ差届かず3着だった。菊花賞を優勝したこの年のJRA賞では、最優秀3歳牡馬部門で票を得ているが3票にとどまり、受賞には至らなかった。

### 2020-21年（4-5歳）

#### 長期離脱、連敗
4歳となった2020年は、まず春は天皇賞（春）、そして秋は天皇賞（秋）やジャパンカップを目指すこととなった。しかし前年秋で重なった疲労が回復しなかった。体調不良が続いたために、天皇賞（春）参戦を断念、春の出走は叶わなかった。その後、夏秋を経ても疲労を引きずり、体調回復に半年以上を費やした。11月29日のジャパンカップ（GI）にて、三冠馬3頭が与した対決に参戦し、約11か月ぶりの復帰を果たすも、6着敗退だった。続いて暮れの有馬記念では、先行して好位で直線に向き、追い上げたが抜け出せなかった。カレンブーケドールと同着の5着だった。
年をまたいで5歳、2021年は、前年に出走が叶わなかった天皇賞（春）を再び目標に据えた。3月下旬のドバイワールドカップミーティング・ドバイシーマクラシック出走の招待状が届いたり、大阪杯出走の可能性もあったが、いずれも辞退・却下し、3月27日の日経賞（GII）を前哨戦に選択していた。これまで通り武と臨む予定だったが、武が骨折したために、石橋脩が代打を務めた。有馬記念で5着を分け合ったカレンブーケドールとの再戦、ほかにラストドラフトやウインマリリンとの対決となった。中団を追走し、最終コーナーを外から追い上げて、直線では先に抜け出していたウインマリリンやカレンブーケドールに接近した。その2頭には約半馬身のところまで詰め寄ったが、押し切られる3着だった。石橋は、上位との差を負担重量に求めている。

#### 天皇賞（春）
続いて5月2日、目標の天皇賞（春）（GI）に2年越しの出走を叶えた。ここでは武に代わり、兄ワールドエースとともにクラシックを戦い、勝利を逃した福永祐一が起用された。武は、この週から一応復帰し、天皇賞（春）にはディバインフォースに騎乗したが、ワールドプレミアは福永だった。天皇賞（春）は例年、京都競馬場芝3200メートルで行われていたが、この年から数年は、施設改修のために、24年ぶりとなる阪神競馬場での代替開催だった。またこの24年の間に新設された阪神の外回りコースを絡めた3200メートルの設定であり、天皇賞（春）史上初めてとなるコース設定での開催となっていた。17頭立てとなる中、5.2倍の3番人気という支持だった。それを上回る人気を集めたのは、1歳下の世代、コントレイルが三冠を果たしたクラシックで上位の2頭であり、4歳となってから阪神大賞典を制したディープボンド、アメリカジョッキークラブカップを制したアリストテレスだった。その他、カレンブーケドール、ユーキャンスマイル、オーソリティなどが顔を合わせていた。
最内枠の1枠1番からスタートし中団の内側を確保した。逃げ馬が積極的に引っ張る縦長の馬群となる中、最初のホームストレッチで馬群の内側にちょうど収まり、折り合うことに成功した。2周目からは、日経賞で後れを取ったウインマリリンに触発されて進路を外に取り、ウインマリリンとともに先行集団に接近し、第3コーナーでは先行していたアリストテレスやディープボンドの背後を捉えていた。アリストテレスと並んで迎えた最後の直線では、末脚を発揮してまずアリストテレスを置き去りにし、さらにカレンブーケドールやディープボンドにも接近して、終いで差し切った。ディープボンドには抵抗されたものの押し切り、4分の3馬身先に決勝線に到達した。
約1年半ぶりの勝利を挙げてGI2勝目を果たした。また福永は、18回目の騎乗で天皇賞（春）初優勝。父福永洋一が1976年エリモジョージで優勝していることから、横山富雄・典弘親子に次いで史上2組目となる天皇賞（春）親子優勝だった。さらに天皇賞（秋）を父の洋一が1972年ヤマニンウェーブで、子の祐一が2014年ジャスタウェイで制して既に天皇賞（秋）親子優勝を成し遂げており、これも横山親子に次いで史上2組目となる天皇賞春秋親子優勝を果たしている。おまけに福永は、この勝利でちょうどJRA重賞150勝に到達しており、岡部幸雄や武豊、横山典弘らに続く史上4人目の記録を果たしている。さらに友道は、2008年アドマイヤジュピタ以来13年ぶりとなる天皇賞（春）優勝だった。
その後は、宝塚記念を回避して一足早く休養となった。半年にわたる夏休みの後、秋は最大目標をジャパンカップに定めた。まず天皇賞（秋）で始動し、岩田康誠が騎乗し臨んだが11着敗退で、天皇賞春秋制覇は叶わなかった。続いて目標のジャパンカップを目指したが、体調が整わず回避。まもなく競走馬引退が決定した。11月25日付で日本中央競馬会の競走馬登録を抹消した。

## 種牡馬時代
競走馬引退後は、北海道新冠町の優駿スタリオンステーションで種牡馬となった。初年度は、53頭の繁殖牝馬と交配している。

## 競走成績
以下の内容は、netkeiba.com並びにJBISサーチの情報に基づく。
| 競走日     | 競馬場 | 競走名       | 格      | 距離 （馬場） | 頭 数 | 枠 番 | 馬 番 | オッズ （人気） | 着順 | タイム          | 着差 | 騎手      | 斤量 [kg] | 1着馬 （2着馬）        | 馬体重 [kg] |
| ---------- | ------ | ------------ | ------- | ------------- | ----- | ----- | ----- | --------------- | ---- | --------------- | ---- | --------- | --------- | ---------------------- | ----------- |
| 2018.10.21 | 京都   | 2歳新馬      |         | 芝1800m（良） | 13    | 6     | 9     | 001.80（1人）   | 01着 | R1:48.0（34.9） | -0.0 | 0武豊     | 55        | （メイショウテンゲン） | 472         |
| 0000.11.24 | 京都   | 京都2歳S     | GIII    | 芝2000m（良） | 9     | 2     | 2     | 003.40（2人）   | 03着 | R2:02.2（34.5） | -0.7 | 0武豊     | 55        | クラージュゲリエ       | 464         |
| 2019.02.16 | 京都   | つばき賞     | 500万下 | 芝1800m（良） | 8     | 1     | 1     | 004.50（2人）   | 01着 | R1:47.3（36.1） | -0.2 | 0武豊     | 56        | （ユニコーンライオン） | 476         |
| 0000.03.16 | 阪神   | 若葉S        | L       | 芝2000m（稍） | 10    | 4     | 4     | 003.20（2人）   | 02着 | R2:02.6（35.2） | -0.5 | 0武豊     | 56        | ヴェロックス           | 474         |
| 0000.09.22 | 阪神   | 神戸新聞杯   | GII     | 芝2400m（良） | 8     | 8     | 8     | 013.20（3人）   | 03着 | R2:27.5（32.3） | -0.7 | 0武豊     | 56        | サートゥルナーリア     | 472         |
| 0000.10.20 | 京都   | 菊花賞       | GI      | 芝3000m（良） | 18    | 3     | 5     | 006.50（3人）   | 01着 | R3:06.0（35.8） | -0.0 | 0武豊     | 57        | （サトノルークス）     | 484         |
| 0000.12.22 | 中山   | 有馬記念     | GI      | 芝2500m（良） | 16    | 4     | 7     | 013.40（4人）   | 03着 | R2:31.4（35.0） | -0.9 | 0武豊     | 55        | リスグラシュー         | 492         |
| 2020.11.29 | 東京   | ジャパンC    | GI      | 芝2400m（良） | 15    | 2     | 3     | 045.40（7人）   | 06着 | R2:23.8（35.0） | -0.8 | 0武豊     | 57        | アーモンドアイ         | 482         |
| 0000.12.27 | 中山   | 有馬記念     | GI      | 芝2500m（良） | 16    | 3     | 5     | 013.50（5人）   | 05着 | R2:35.6（36.3） | -0.6 | 0武豊     | 57        | クロノジェネシス       | 484         |
| 2021.03.27 | 中山   | 日経賞       | GII     | 芝2500m（良） | 15    | 2     | 2     | 005.00（2人）   | 03着 | R2:33.4（34.5） | -0.1 | 0石橋脩   | 57        | ウインマリリン         | 488         |
| 0000.05.02 | 阪神   | 天皇賞（春） | GI      | 芝3200m（良） | 17    | 1     | 1     | 005.20（3人）   | 01着 | R3:14.7（36.7） | -0.1 | 0福永祐一 | 58        | （ディープボンド）     | 484         |
| 0000.10.31 | 東京   | 天皇賞（秋） | GI      | 芝2000m（良） | 16    | 4     | 7     | 030.20（6人）   | 11着 | R1:59.1（33.7） | -1.2 | 0岩田康誠 | 58        | エフフォーリア         | 480         |

- タイム欄のRはレコード勝ちを示す

## 種牡馬成績
以下の内容は、JBISサーチの情報に基づく。
| 種付年度 | 種付頭数 | 生産頭数 | 血統登録頭数 | 出走頭数 | 勝馬頭数 | 重賞勝馬頭数 | AEI | CPI |
| -------- | -------- | -------- | ------------ | -------- | -------- | ------------ | --- | --- |
| 2022     | 53       | 0        | 0            | 0        | －       | －           | －  |     |

## 血統表
| ワールドプレミアの血統          | ワールドプレミアの血統                               | ワールドプレミアの血統 | （血統表の出典）    | （血統表の出典） |
| 父系                            | ヘイロー系                                           | ヘイロー系             | ヘイロー系          | [ § 2 ]          |
| 父 ディープインパクト 2002 鹿毛 | 父の父*サンデーサイレンス Sunday Silence 1986 青鹿毛 | Halo                   | Hail to Reason      | Hail to Reason   |
| 父 ディープインパクト 2002 鹿毛 | 父の父*サンデーサイレンス Sunday Silence 1986 青鹿毛 | Halo                   | Cosmah              |                  |
| 父 ディープインパクト 2002 鹿毛 | 父の父*サンデーサイレンス Sunday Silence 1986 青鹿毛 | Wishing Well           | Understanding       | Understanding    |
| 父 ディープインパクト 2002 鹿毛 | 父の父*サンデーサイレンス Sunday Silence 1986 青鹿毛 | Wishing Well           | Mountain Flower     |                  |
| 父 ディープインパクト 2002 鹿毛 | 父の母*ウインドインハーヘア 1991 鹿毛                | Alzao                  | Lyphard             | Lyphard          |
| 父 ディープインパクト 2002 鹿毛 | 父の母*ウインドインハーヘア 1991 鹿毛                | Alzao                  | Lady Rebecca        |                  |
| 父 ディープインパクト 2002 鹿毛 | 父の母*ウインドインハーヘア 1991 鹿毛                | Burghclere             | Busted              | Busted           |
| 父 ディープインパクト 2002 鹿毛 | 父の母*ウインドインハーヘア 1991 鹿毛                | Burghclere             | Highclere           |                  |
| 母 *マンデラ Mandela 2000 栗毛  | 母の父Acatenango 1982                                | Surumu                 | Literat             | Literat          |
| 母 *マンデラ Mandela 2000 栗毛  | 母の父Acatenango 1982                                | Surumu                 | Surama              |                  |
| 母 *マンデラ Mandela 2000 栗毛  | 母の父Acatenango 1982                                | Aggravate              | Aggressor           | Aggressor        |
| 母 *マンデラ Mandela 2000 栗毛  | 母の父Acatenango 1982                                | Aggravate              | Raven Locks         |                  |
| 母 *マンデラ Mandela 2000 栗毛  | 母の母Mandellicht 1994                               | Be My Guest            | Northern Dancer     | Northern Dancer  |
| 母 *マンデラ Mandela 2000 栗毛  | 母の母Mandellicht 1994                               | Be My Guest            | What a Treat        |                  |
| 母 *マンデラ Mandela 2000 栗毛  | 母の母Mandellicht 1994                               | Mandelauge             | Elektrant           | Elektrant        |
| 母 *マンデラ Mandela 2000 栗毛  | 母の母Mandellicht 1994                               | Mandelauge             | Mandriale F-No.3-d  |                  |
| 母系(F-No.)                     | 3号族(FN:3-d)                                        | 3号族(FN:3-d)          | 3号族(FN:3-d)       | [ § 3 ]          |
| 5代内の近親交配                 | Northern Dancer 5×4                                  | Northern Dancer 5×4    | Northern Dancer 5×4 | [ § 4 ]          |
| 出典                            | 1. 2. 3. 4.                                          | 1. 2. 3. 4.            | 1. 2. 3. 4.         | 1. 2. 3. 4.      |

- 母マンデラはドイツオークス3着。叔父（マンデラの半弟）にイスパーン賞、プリンスオブウェールズステークス、ジャック・ル・マロワ賞を制したマンデュロがいる。
- 全兄にきさらぎ賞、マイラーズカップを制したワールドエース、半弟に鳴尾記念、日経新春杯を制したヴェルトライゼンデ（父ドリームジャーニー）がいる。